# Tricorynus guttiformis
Tricorynus guttiformis är en skalbaggsart som beskrevs av White 1965. Tricorynus guttiformis ingår i släktet Tricorynus och familjen trägnagare. Inga underarter finns listade i Catalogue of Life.